# John Findley Wallace
 (février 2012).
Pour les articles homonymes, voir Findley et Wallace.
John Findley Wallace (né le 10 septembre 1852 et mort le 3 juillet 1921) est un administrateur et ingénieur américain, qui fut l'ingénieur chef du Canal de Panama de 1904 à juillet 1905. Il avait auparavant supervisé la construction de chemins de fer dans le Midwest.

## Biographie
Bien que non initialement membre de la commission des sept membres de l'Isthmian Canal Commission, il y fut adjoint quand elle fut réformée et que son effectif a été réduit à 3 membres selon ses propres recommandations. Il recevait un salaire de 25 000 dollars annuels, le deuxième salaire le plus élevé de tout le gouvernement américain, juste après celui du Président. Sous sa direction, les américains ont bataillé pour faire une quelconque avancée significative dans la construction de canal, alors que frappés d'une épidémie de fièvre jaune. En 1905, Wallace retourna aux États-Unis, attiré une potentielle offre de travail, ce qui a rendu furieux le ministre de la guerre William Taft qui a exigé sa démission. La nouvelle de son départ ébranla le moral des employés du canal, et beaucoup d'entre eux quittèrent également leur emploi à la suite de sa démission. Son poste fut repris par John Frank Stevens. Wallace resta un défenseur de l'idée d'un canal au niveau de la mer, ce qui s'avéra ensuite impossible à réaliser.